# Peropteryx macrotis
Péroptère des cavernes
Espèce
Statut de conservation UICN

 LC  : Préoccupation mineure
Répartition géographique
Peropteryx macrotis, qui a pour nom commun Péroptère des cavernes, est une espèce sud-américaine de chauve-souris de la famille des Emballonuridae.

## Description
Avec une longueur totale inférieure à 62 mm, une longueur d'avant-bras de 38,3 à 48,2 mm et un poids de 3 à 9 g, elle est le plus petit représentant du genre Peropteryx. Contrairement à Peropteryx leucoptera, Peropteryx macrotis n'a pas d'ailes blanches et les oreilles ne sont pas reliées par une membrane sur la tête. La couleur du pelage varie géographiquement du gris au brun au rougeâtre, le ventre apparaissant plus clair.
Le museau est pointu et glabre, le front est haut et avec une frange de poils longs. Les oreilles sont triangulaires, aux extrémités arrondies, brun grisâtre, couvertes de plis cutanés sur la surface interne de l'oreillette et bien séparées les unes des autres. Le tragus est court et arrondi à l'extrémité, tandis que l'antitragus est semi-circulaire, long et s'étend vers l'avant presque jusqu'au coin postérieur de la bouche. Les membranes alaires sont noirâtres et attachées en arrière sur les chevilles, une poche glandulaire est présente entre l'avant-bras et le premier métacarpien est disposé parallèlement au corps, s'étend jusqu'au bord de fuite de l'aile et s'ouvre vers l'avant et s'ouvre vers l'avant. La queue est relativement longue et émerge de la membrane interfémorale à environ la moitié de sa longueur. Le calcar est long.

## Répartition
On recense Peropteryx macrotis dans les États mexicains de Guerrero et de la péninsule du Yucatán, le Belize, le Guatemala, le Salvador, le Nicaragua, le Honduras, le Costa Rica, le Panama, la Colombie, le Venezuela, le Guyana, le Suriname, la Guyane, l'Équateur, le Brésil, le Pérou jusqu'à la Bolivie.
L'espèce se trouve généralement dans les forêts humides, mais a également été capturée dans les régions de garrigue sèche.

## Comportement

### Habitat
La Péroptère des cavernes passe la journée dans des grottes, des ravins, des ruines et des arbres creux, ainsi que sur des ponts, des bâtiments et des contreforts. L'espèce ne s'accroche généralement pas à des surfaces horizontales mais verticales et les animaux se tiennent à une certaine distance les uns des autres. Les colonies se composent généralement de moins de 15 individus, avec un seul mâle et quelques femelles présentes à la fois, ce qui pourrait correspondre à l'organisation sociale d'une structure de harem. 
Elle partage occasionnellement des lieux suspendus avec d'autres espèces de chauves-souris telles que Peropteryx kappleri, Saccopteryx bilineata, Glossophaga soricina, Glossophaga longirostris, Carollia perspicillata, Diphylla ecaudata, Myotis nigricans, Myotis keaysi et Desmodus rotundus.

### Alimentation
La Péroptère des cavernes, comme la plupart des chauves-souris, est nocturne et se nourrit d'insectes, les petits coléoptères et les mouches étant ses proies préférées. Les appels d'écholocation sont courts (5 à 9 ms) et constants en fréquence autour de 40 kHz. Les appels ne sont donc pas audibles pour l'oreille humaine.

### Reproduction
Peropteryx macrotis peut se reproduire tout au long de l'année aussi bien en saison sèche (janvier-juillet) qu'en saison humide (juillet-décembre). L'espèce est donc probablement saisonnièrement polyestreuse. 
Les mâles pendant la parade nuptiale sont susceptibles d'utiliser un parfum qu'ils mélangent dans leurs poches alaires, semblable à d'autres Emballonuridae. Les femelles n'ont qu'une poche de peau d'aile rudimentaire.
La période de gestation dure 4 mois à 4 mois et demi. Les mères donnent généralement naissance à un seul jeune à la fois, qui se trouve dans la corne gauche de l'utérus bicorne.

### Prédation
Les prédateurs connus de Peropteryx macrotis comprennent les hiboux et la chauve-souris partiellement carnivore Chrotopterus auritus.